# Свеучилиште у Ријеци
Свеучилиште у Ријеци је државни универзитет у Ријеци. Други је по старости универзитет с непрекидним деловањем у Хрватској чије се сједиште налази у Ријеци, док су факултети смјештени у градовима Приморја, Лике и сјевероисточне Истре.

## Историја
Модерно Свеучилиште у Ријеци основано је 17. маја 1973. године чиме је настављен континуирани развој и вишевековна традиција високог школства у Ријеци чији се почетак датира од 1632. године.